# 12e cérémonie des Empire Awards
La 12e cérémonie des Empire Awards a été organisée en 2007 par le magazine britannique Empire, et a récompensé les films sortis en 2006.
Les récompenses sont votées par les lecteurs du magazine.

## Palmarès
Note : les gagnants sont indiqués en premier de chaque catégorie et typographiés en gras.

### Meilleur film
- Casino Royale
  - Le Labyrinthe de Pan (El Laberinto del fauno)
  - Superman Returns
  - Les Infiltrés (The Departed)
  - Vol 93 (United 93)

### Meilleur film britannique
- Vol 93 (United 93)
  - Tournage dans un jardin anglais (Tristram Shandy: A Cock and Bull Story)
  - Confetti
  - Starter for Ten
  - The Queen

### Meilleur acteur
- Daniel Craig pour le rôle de James Bond dans Casino Royale
  - Christian Bale pour le rôle d'Alfred Borden dans Le Prestige (The Prestige)
  - Sacha Baron Cohen pour le rôle de Borat dans Borat, leçons culturelles sur l'Amérique au profit glorieuse nation Kazakhstan (Borat: Cultural Learnings of America for Make Benefit Glorious Nation of Kazakhstan)
  - Johnny Depp pour le rôle du Capitaine Jack Sparrow dans Pirates des Caraïbes : Le Secret du coffre maudit (Pirates of the Caribbean : Dead Man's Chest)
  - Leonardo DiCaprio pour le rôle de Billy Costigan dans Les Infiltrés (The Departed)

### Meilleure actrice
- Penélope Cruz pour le rôle de Raimunda dans Volver
  - Kate Winslet pour le rôle de Sarah Pierce dans Little Children
  - Keira Knightley pour le rôle d'Elizabeth Swann dans Pirates des Caraïbes : Le Secret du coffre maudit (Pirates of the Caribbean : Dead Man's Chest)
  - Helen Mirren pour le rôle d'Élisabeth II dans The Queen
  - Reese Witherspoon pour le rôle de June Carter dans Walk the Line

### Meilleur réalisateur
- Christopher Nolan pour Le Prestige (The Prestige)
  - Guillermo del Toro pour Le Labyrinthe de Pan (El Laberinto del fauno)
  - George Clooney pour Good Night and Good Luck
  - Bryan Singer pour Superman Returns
  - Martin Scorsese pour Les Infiltrés (The Departed)

### Meilleure scène
- Mission impossible 3 (Mission: Impossible III) pour l'attaque du pont
  - Borat, leçons culturelles sur l'Amérique au profit glorieuse nation Kazakhstan (Borat: Cultural Learnings of America for Make Benefit Glorious Nation of Kazakhstan) pour le combat de Borat nu avec Azamat
  - Brick pour la poursuite à pied
  - Casino Royale pour la course-poursuite
  - Les Fils de l'homme (Children of Men) pour l'attaque de la voiture
  - Little Miss Sunshine pour la danse d'Olive
  - Pirates des Caraïbes : Le Secret du coffre maudit (Pirates of the Caribbean: Dead Man's Chest) pour le combat à l'épée sous-marin
  - Superman Returns pour le sauvetage de la navette spatiale
  - Les Infiltrés (The Departed) pour l'interrogatoire de Costigan par Franck et M. French
  - X-Men : L'Affrontement final (X-Men: The Last Stand) pour la confrontation entre Le Professeur et Le Phénix

### Meilleur espoir masculin
- Brandon Routh pour le rôle de Clark Kent / Superman dans Superman Returns
  - Rian Johnson pour Brick
  - Paul Dano pour le rôle de Dwayne Hoover dans Little Miss Sunshine
  - Alex Pettyfer pour le rôle d'Alex Rider dans Alex Rider : Stormbreaker (Stormbreaker)
  - Dominic Cooper pour le rôle de Dakin dans History Boys (The History Boys) et pour le rôle de Spencer dans Starter for Ten

### Meilleur espoir féminin
- Eva Green pour le rôle de Vesper Lynd dans Casino Royale
  - Elliot Page pour le rôle de Hayley Stark dans Hard Candy
  - Abigail Breslin pour le rôle d'Olive Hoover dans Little Miss Sunshine
  - Vera Farmiga pour le rôle de Madolyn dans Les Infiltrés (The Departed)
  - Rebecca Hall pour le rôle de Sarah Borden dans Le Prestige (The Prestige)

### Meilleur thriller
- Les Infiltrés
  - Caché
  - Inside Man : L'Homme de l'intérieur (Inside Man)
  - Mission impossible 3 (Mission: Impossible III)
  - Munich

### Meilleur film fantastique ou de science-fiction
- Le Labyrinthe de Pan (El Laberinto del fauno)
  - Les Fils de l'homme (Children of Men)
  - Pirates des Caraïbes : Le Secret du coffre maudit (Pirates of the Caribbean : Dead Man's Chest)
  - Superman Returns
  - X-Men : L'Affrontement final (X-Men: The Last Stand)

### Meilleure comédie
- Little Miss Sunshine
  - Tournage dans un jardin anglais (Tristram Shandy: A Cock and Bull Story)
  - Borat, leçons culturelles sur l'Amérique au profit glorieuse nation Kazakhstan (Borat: Cultural Learnings of America for Make Benefit Glorious Nation of Kazakhstan)
  - Clerks 2 (Clerks II)
  - Super Nacho (Nacho Libre)

### Meilleur film d'horreur
- Hostel
  - The Host
  - La colline a des yeux (The Hills have Eyes)
  - Massacre à la tronçonneuse : Le Commencement (The Texas Chainsaw Massacre: The Beginning)